# Oblomov
Az Oblomov (oroszul: Обломов) Ivan Alekszandrovics Goncsarov orosz író regénye, az orosz irodalom egyik kulcsműve, a felesleges ember típusának egyik csúcsteljesítményű megfogalmazása.
A regényhős neve köznevesült és Oroszországban a semmittevés szinonimájává vált. Dobroljubov a mű kapcsán írta meg egyik alapművét Mi az oblomovizmus? címmel (1859).

## A regény létrejötte
Goncsarov tizenkét éven át írta a regényt – többek között Belinszkij biztatására – miközben sokáig vezető állami hivatalnokként dolgozott. A regény végül 1859-ben jelent meg.

## A regény tartalma
Oblomov lakása pamlagán heverészik és ábrándozik nap mint nap. Gondolatban tele van reformokkal a világ megváltoztatása érdekében. Megváltoztatja fejben birtoka gazdasági rendjét: reformokat vezet be, amelyek éppúgy szolgálják az ő érdekét, mint a jobbágyaiét.
A valóságban azonban mindez túl sok energiát kívánna tőle, ezért végső soron nem tesz semmit. Levonja a tanulságot, hogy nem érdemes semmin sem változtatni. A birtoka közben szép lassan pusztul.
Csak egy rövid álmodozás az életében Olga megismerése és szerelme is.
A tartalom kivonatos ismertetése a 111 híres regényben megtalálható.

## Film
A regényt többek között Nyikita Mihalkov, Oscar-díjas filmrendező filmesítette meg az Oblomov néhány napja (Несколько дней из жизни И. И. Обломова) című filmben. A film címszerepét Oleg Tabakov alakította.

## Magyarul
- Oblomov, 1-2.; ford. Szabó Endre; Révai, Bp., 1906 (Klasszikus regénytár)
- Oblomov, 1-2. köt.; ford. Szerelemhegyi Ervin; Gábor Áron, Bp., 1944 (A világirodalom titánjai)
- Oblomov; ford. Németh László; Új Magyar Kiadó, Bp., 1953 (Orosz remekírók)